# Buzzstyle
「Buzzstyle」（バズスタイル）は、矢井田瞳の2001年の楽曲である。同年9月27日に矢井田瞳5作目のシングルとして、EMIミュージック・ジャパンから発売された。

## 楽曲
2001年10月から12月に日本テレビ系列で放映されたドラマ『歓迎!ダンジキ御一行様』の主題歌に使われている。
羽虫を題材にしており、映画『スターシップ・トゥルーパーズ』に登場するウォリアー・バグの「声」が挿入されている。

## パッケージ
シングルにはロゴステッカーが封入されている。

## 収録曲
1. Buzzstyle [4:17]
作詞・作曲：Yaiko、編曲：Diamond Head
表題曲。タイアップがいくつかついている。
2. 時つ風 [3:30]
作詞・作曲：Yaiko、編曲：Diamond Head
アルバム未収録曲である。ライブでは何度か披露されている。

## 収録アルバム
- Candlize (#1)
- Single collection (#1)
- THE BEST OF HITOMI YAIDA (#1)

アルバム『Candlize』『Single collection』では、フェードアウトせず曲が終わるバージョンで収録されている。

## カバー
Buzzstyle
- ベルファイア（英語版） - アルバム『アフター・ザ・レイン（英語版）』（2001年10月24日、日本限定発売）に「Buzzstyle (Find My Way)」として収録され、同年11月7日にシングルカット。矢井田瞳のオリジナルと競作となった。
- 我那覇響（沼倉愛美） - アルバム『THE IDOLM@STER MASTER ARTIST 3 02 我那覇響』収録（2015年4月）